# 華岡青洲の妻
『華岡青洲の妻』（はなおかせいしゅうのつま）は、1966年に発表された有吉佐和子による小説。単行本は新潮社刊。この作品により、医学関係者の中で知られるだけであった華岡青洲の名前が一般に認知されることとなった。1967年（昭和42年）、第6回女流文学賞を受賞。

## 概要
『新潮』1966年11月号に掲載された。1967年2月、新潮社より単行本が発売された。
小説では華岡青洲の功績を、実母と妻との「嫁姑対立」という現代にも通じる問題に絡めながら、実母や姉・妻の献身的な協力無くしては成されなかったものとして描いている。
実際には、親族が自ら次々と実験体に名乗り出ており、実母や妻に限った話ではない。あくまで本作は小説であり、実母と妻の役割と美談を強調した創作である。
ただし、青洲の妻・加恵は、中世以来の紀伊の名家である妹背家（その屋敷は紀伊藩主が参勤交代の際の第一番の宿所に指定されている：旧名手宿本陣参照）の出であり、青洲としてはむしろ妻の実家に遠慮しないといけない立場であった。当時の社会制度上は妻が夫に反しては生きていけなかったため、加恵は協力を断れない状況に追い込まれた、というのは有り得ない話である。

## 映画
1967年10月20日公開。製作は大映。監督は増村保造、脚本は新藤兼人。昭和42年度文部省芸術祭参加作品。モノクロ。

### あらすじ
名家の娘である加恵は、医師華岡直道の妻の於継に請われて、後の青洲こと雲平の嫁になる。於継は気品のある美しい人で、加恵にとっては憧れの人だったが、雲平は医学修業の遊学中で、三年間は夫のいない結婚生活を強いられ、学資稼ぎの機織り仕事をする毎日を送る。
やがて雲平が戻ると、於継の加恵に対する態度が一変する。於継が妻の加恵を押しのけて雲平の世話を焼くため、加恵は秘かに於継に敵意に似たものを抱くようになる。
雲平は青洲と名を改め医学の研究に没頭していたが、その対象は手術に用いる完全な麻酔薬を作ることだ。やがて青洲の妹・於勝が乳がんを患い、切開手術をしてくれと懇願するものの薬は完成しておらず、於勝が亡くなって青洲は唇を噛む。
その頃、青洲の研究は動物実験の段階ではほぼ完成に近く、あとは人体への効果を試すだけだったが、それは容易なことではない。すると於継が自分で実験して欲しいと申し出て、加恵も同様に申し出る。意を決した青洲は二人に人体実験を施し、実験は成功だったが強い薬を与えられた加恵は副作用で失明した。
やがて青洲は全身麻酔によって乳がんの摘出手術をすることに成功し、その偉業の裏に加恵と於継の献身的な協力があったが、秘かな二人の対立は隠されていた。目が見えない身となった加恵と青洲は、大きくなった医院を眺める。

### スタッフ
- 監督：増村保造
- 製作：永田雅一
- 原作：有吉佐和子
- 脚本：新藤兼人
- 音楽：林光

### キャスト
- 華岡青洲：市川雷蔵
- 妻・加恵：若尾文子
- 母・於継：高峰秀子
- 華岡直道：伊藤雄之助
- 小陸：渡辺美佐子
- 加恵の乳母・民：浪花千栄子
- 於勝：原知佐子
- 下村良庵：伊達三郎
- 妹背米次郎：木村玄
- 妹背左次兵衛：内藤武敏
- 左次兵衛の妻：丹阿弥谷津子
- 大坂薬種商人：田武謙三
- 加恵の祖父：南部彰三
- 湯浅養玄：舟木洋一
- 中川脩亭：上原寛二
- 毛利尚斉：暁新二郎
- 語り手：杉村春子

## テレビドラマ
| 放送年             | 華岡青洲役 | 妻・加恵役 | 母・於継役 | 脚本            | 放送局     | 回            | 備考                 |
| ------------------ | ---------- | ---------- | ---------- | --------------- | ---------- | ------------- | -------------------- |
| 1967年（昭和42年） | 岡田英次   | 南田洋子   | 水谷八重子 | 成沢昌茂        | NETテレビ  | シリーズ全8回 | ポーラ名作劇場       |
| 1973年（昭和48年） | 浜畑賢吉   | 新橋耐子   | 月丘夢路   | 寺内小春        | CBC        | シリーズ      | 昼ドラ               |
| 1980年（昭和55年） | 江守徹     | 竹下景子   | 新珠三千代 | 有吉佐和子      | 読売テレビ | 単発          | 木曜ゴールデンドラマ |
| 1989年（昭和64年） | 竹脇無我   | 十朱幸代   | 淡島千景   | 重森孝子        | フジテレビ | 単発          | 男と女のミステリー   |
| 1992年（平成4年）  | 三浦友和   | 小泉今日子 | 森光子     | 岸田理生        | フジテレビ | 単発          | 金曜ドラマシアター   |
| 2005年（平成17年） | 谷原章介   | 和久井映見 | 田中好子   | 古田求 森脇京子 | NHK総合    | シリーズ全6回 | 金曜時代劇           |

## 舞台作品
| 公演                     | 華岡青洲           | 妻・加恵            | 母・於継         | 劇場（上演劇団）                                       |
| ------------------------ | ------------------ | ------------------- | ---------------- | ------------------------------------------------------ |
| 1967年（昭和42年）       | 田村高廣           | 司葉子              | 山田五十鈴       | 芸術座                                                 |
| 1970年（昭和45年）       | 北村和夫           | 小川真由美          | 杉村春子         | 中日劇場、東横劇場、国立劇場大劇場、地方巡演（文学座） |
| 1971年（昭和46年）       | 北村和夫           | 小川真由美          | 杉村春子         | 南座、中日劇場（文学座）                               |
| 1972年（昭和47年）       | 北村和夫           | 渡辺美佐子 新橋耐子 | 杉村春子         | 地方巡演、東横劇場（文学座）                           |
| 1973年（昭和48年）       | 十七代目中村勘三郎 | 初代水谷八重子      | 杉村春子         | 新橋演舞場（劇団新派）                                 |
| 1975年（昭和50年）       | 五代目中村富十郎   | 大塚道子            | 杉村春子         | よみうりホール（※新劇合同公演）                        |
| 1980年（昭和55年）       | 高橋悦史           | 池内淳子            | 杉村春子         | 中日劇場                                               |
| 1981年（昭和56年）       | 高橋悦史           | 太地喜和子          | 杉村春子         | サンシャイン劇場                                       |
| 1984年（昭和59年）       | 二代目中村吉右衛門 | 水谷良重            | 杉村春子         | 新橋演舞場                                             |
| 1987年（昭和62年）       | 北村和夫 高橋悦史  | 太地喜和子 新橋耐子 | 杉村春子         | 国立劇場大劇場、中日劇場、地方巡演（文学座）           |
| 1990年（平成2年）        | 十二代目市川團十郎 | 五代目坂東玉三郎    | 杉村春子         | 新橋演舞場                                             |
| 1990年（平成2年）        | 萬屋錦之介         | 十朱幸代            | 山田五十鈴       | 帝国劇場                                               |
| 1991年（平成3年）        | 平幹二朗           | 十朱幸代            | 山田五十鈴       | 帝国劇場                                               |
| 1992年（平成4年）        | 田村高廣           | 水谷良重            | 山田五十鈴       | 近鉄劇場                                               |
| 1996年（平成8年）        | 江守徹             | 平淑恵              | 杉村春子         | サンシャイン劇場（文学座）                             |
| 1996年（平成8年）        | 五代目坂東八十助   | 古手川祐子          | 山田五十鈴       | 東京宝塚劇場                                           |
| 1997年（平成9年）        | 十二代目市川團十郎 | 池内淳子            | 藤間紫           | 新橋演舞場                                             |
| 1997年（平成9年）        | 津嘉山正種         | 八千草薫            | 淡島千景         | 中日劇場                                               |
| 1998年（平成10年）       | 外山誠治           | 渡辺多美子          | 吉野由樹子       | 紀伊国屋サザンシアター（文学座）                       |
| 1998年（平成10年）       | 三代目中村橋之助   | 二代目水谷八重子    | 淡島千景         | 大阪松竹座                                             |
| 1999年（平成11年）       | 浜畑賢吉           | 八千草薫            | 淡島千景         | 地方巡演                                               |
| 2000/01年（平成13/14年） | 外山誠二           | 渡辺多美子          | 吉野佳子         | 地方巡演（文学座）                                     |
| 2002年（平成14年）       | 浜畑賢吉           | 長谷川稀世          | 二代目英太郎     | 国立劇場小劇場（英の会）                               |
| 2002年（平成14年）       | 髙嶋政宏           | 富田靖子            | 八千草薫         | 大阪松竹座                                             |
| 2004年（平成16年）       | 勝野洋             | 波乃久里子          | 池内淳子         | 地方巡演                                               |
| 2007年（平成19年）       | 勝野洋             | 波乃久里子          | 池内淳子         | 三越劇場                                               |
| 2016年（平成24年）       | 三田村邦彦         | 波乃久里子          | 二代目水谷八重子 | 三越劇場、地方巡演（劇団新派）                         |
| 2016年（平成24年）       | 丹羽貞仁           | 石原舞子            | 伊藤みどり       | 三越劇場（※花形新派公演）                              |
| 2017年（平成29年）       | 喜多村緑郎         | 河合雪之丞          | 二代目水谷八重子 | 三越劇場 （劇団新派）、 松竹座                         |
| 2018年（平成30年）       | 喜多村緑郎         | 河合雪之丞          | 二代目水谷八重子 | 地方巡演（劇団新派）                                   |
| 2025年（令和7年）        | 田中哲司           | 大竹しのぶ          | 波野久里子       | 新橋演舞場                                             |